# DDH-971 광개토대왕
DDH-971 광개토대왕은 대한민국 해군 소속의 3,200톤급 구축함이고 광개토대왕급 구축함 1번함이다. 광개토대왕함이 건조되기 전 대한민국 해군이 보유한 최대의 대한민국에서 건조된 군함이었던 울산급 호위함(FF급 1,500t)의 2배 이상의 규모로 대한민국 해군의 작전능력을 크게 향상시켰다.
대한민국 해군 1함대에 소속되어 있으며, 특이하고 Y자 연돌을 채택한 함이다.

## 진수 및 취역
1996년 10월 27일 대우중공업 옥포조선소에서 열린 광개토대왕함 진수식에는 김영삼 대통령과 김우중 대우그룹 대회장이 참석했으며, 영부인 손명순 여사는 대모 역할을 했다. 1998년 7월 24일 실전 배치되었다.

## 사건/사고
2018년 12월 20일 오후 3시, 동해의 독도 북동쪽 100km 해상에서 북한 어선을 구조하는 과정에서, 광개토대왕함이 빠르게 접근한 일본 해상자위대 항공집단 제4항공군(ja:第4航空群) 소속 가와사키 P-1 초계기에 화기통제 레이다의 락온을 했다는 주장이 일본으로부터 제기되었다. 사건이 발생한 것으로 알려진 해상은 한일어업협정에서 독도 중간수역으로 설정한 대화퇴 어장구역이다. 일본 초계기는 락온 경보가 울리자 바로 기수를 돌렸지만 몇 분간 계속 락온이 지속되었다.
국방부 측에서는 MW-80은 당시 특정 목표를 지향해서 레이다를 쏘는 조준 모드가 아니라 360도 전방위 범위를 탐색하는 탐색 모드로 작동 중이었으며, 근접하는 초계기를 식별하기 위해 STIR-180에 장착된 TV카메라만 운용하였다 밝혔다.

## 제원
- 길이 - 135.4m (444 ft)
- 높이 - 14.2 m (46.5 ft)
- 폭 - 14.2m (46.5 ft)
- 배수량 - 3,200톤(만재 3,885톤)
- 순항속도 - 18노트
- 최고속도 - 30노트
- 순항거리 - 4,500 마일
- 만재배수량(Displacement) - 3,885-3,900 톤
- 탑재 헬기 - 슈퍼링크스 대(對)잠수함 헬리콥터 2대
- 승조원 - 최대 286명
- 주요 무장
  - 오토 멜라라 54구경 127mm(5 inch) 함포 1문
  - 시그널 30 mm 골키퍼 근접방어무기체계(CIWS) 2문
  - 대함 무장 - 하푼 대함유도미사일
  - 대공 무장 - 시스패로 함대공 미사일 및 Mk.48 mod2 수직발사대
  - 어뢰 - 얼라이언트 테크시스템 Mk.46 mod 5 및 324mm 어뢰발사관 탑재
- 채프 플레어, 디코이 런처, 수중 음파탐지기(Sonar)와 피아식별장치, 화생방 방호체계 등 각종 전자장비를 갖추고 있다.
- 대공 레이다 - 레이시온 AN/SPS-49(V) 2D 레이다
- 수상 레이다 - 시그널 MW-08 수상 감시 레이다
- 항법 레이다 - 대우 SPS-95k 레이다
- 사격통제레이다 - 시그널 STIR-180 사격통제 레이다
- IFF AN/UPX-27K IFF
- ECM ARGOSystems AR 700
- ECM ARGOSystems APECS 2
- 채프 - CSEE DAGAIE MK.2 채프 발사기 4기
- 어뢰 기만기 - SLQ-25 닉시
- 전투지휘시스템 - BAe SEMA SSCS MK.7 전투 시스템
- 사격통제시스템
  - SWG-1A(v) 하푼통제시스템
  - MK.91 mod 3 시스패로우 사격통제시스템
- 통신시스템 - 한국형 해군 전술 데이터 시스템(KNTDS, Korean Naval Tatical Data System) LINK 11
- 소나 - 아틀라스 DSQS-21BZ 헐마운티드 소나
- 엔진 : CODOG(Combined Diesel or Gas turbines) 방식
  - 가스터빈엔진 : GE LM2500 엔진 2기(58,200 마력)
  - 디젤 엔진 : 삼영 20V 956 TB 82 2기 (8,000 hp)